# 牛背山镇
牛背山镇，是中华人民共和国四川省雅安市荥经县下辖的一个乡镇级行政单位。

## 行政区划
三合乡下辖以下地区：
保民村、楠林村、建政村和双林村。